# Mộ Dung Lệnh
Mộ Dung Lệnh (慕容令) hay Mộ Dung Toàn (慕容全) là trưởng tử và thế tử của Ngô vương Mộ Dung Thùy nước Tiền Yên. Mẹ của ông là tiên Đoàn phi.
Năm Kiến Hi thứ 10 (369), mặc dù có công ngăn chặn cuộc Bắc phạt của tướng Hoàn Ôn triều Đông Tấn, Mộ Dung Thùy vẫn bị Khả Túc Hồn thái hậu và thái phó Mộ Dung Bình nghi kị. Mộ Dung Thùy rất lo lắng, hỏi ý kiến của Mộ Dung Lệnh. Mộ Dung Lệnh kiến nghị cha chạy đến Long Thành (龍城, nay thuộc Triều Dương, Liêu Ninh) tránh họa, học theo Chu công khi xưa.
Mộ Dung Thùy lấy lý do đi săn bắn, rời khỏi Nghiệp Thành chuẩn bị tiến đến Long Thành, song Mộ Dung Lân do không được cha sủng ái nên đã quay trở lại Nghiệp Thành và báo cáo với triều đình, Mộ Dung Bình vì thế đã cử một đội quân đuổi theo Mộ Dung Thùy. Khi Mộ Dung Thùy bị cản trở, Mộ Dung Lệnh lại kiến nghị cha chạy sang Tiền Tần. Mộ Dung Thùy đồng ý, lệnh Mộ Dung Lệnh yểm hộ phía sau. Khi hai cha con Mộ Dung Thùy đến Trường An, được hoàng đế Phù Kiên nhiệt tình tiếp đãi.
Sang năm thứ hai, Mộ Dung Lệnh được phái đi theo Vương Mãnh thảo phạt Tiền Yên. Sau khi đoạt được Lạc Dương, Vương Mãnh hối lộ thân tín của Mộ Dung Thùy là Kim Hi (金熙) để người này gửi cho Mộ Dung Lệnh một thông điệp sai rằng Mộ Dung Thùy đã nghe được tin Khả Túc Hồn thái hậu đã hối tiếc về hành động của bà và do đó Mộ Dung Thùy đã đào thoát về Tiền Yên. Mộ Dung Lệnh không thể xác minh thực hư của thông điệp và đã quyết định đào thoát về Tiền Yên.
Vương Mãnh ngay lập tức cáo buộc Mộ Dung Lệnh tội phản quốc và Mộ Dung Thùy vì sợ hãi nên đã chạy trốn song đã bị bắt. Mặc dù vậy, Phù Kiên tin rằng Mộ Dung Lệnh đã hành động một cách độc lập và đã xá miễn cho Mộ Dung Thùy.
Triều đình Tiền Yên xem Mộ Dung Lệnh là gian tế, cho lưu đày ông đến Sa Thành ở Liêu Tây. Sau đó, Mộ Dung Lệnh lại phản lại triều đình Tiền Yên, song bị Mộ Dung Lân cáo mật, cuối cùng chết dưới tay bộ hạ.
Sau này, khi Mộ Dung Thùy kiếp lập nước Hậu Yên, đã truy phong Mộ Dung Lệnh là "Hiến Trang thái tử". Sau khi chất tử Mộ Dung Thịnh kế vị, đã truy tôn ông là "Hiến Trang hoàng đế", truy tôn chính thất Đinh thị của ông là "Hiến U hoàng hậu".